# Мария Максимилиана Баварская
Мари́я Максимилиа́на Бава́рская (нем. Maria Maximiliana von Bayern), или Максимилиа́на Мари́я Бава́рская (нем. Maximiliana Maria von Bayern; 4 июля 1552, Мюнхен, Герцогство Бавария — 11 июля 1614, там же) — принцесса из дома Виттельсбахов, дочь герцога Баварии Альбрехта V Великодушного.

## Семья и ранние годы
Родилась в Мюнхене 4 июля 1552 года. Она была младшей дочерью герцога Баварии Альбрехта V и Анны Австрийской, эрцгерцогини из Имперской ветви дома Габсбургов. По отцовской линии приходилась внучкой герцогу Баварии Вильгельму IV и Марии Якобе Баденской, маркграфине из дома Церингенов. По материнской линии была внучкой императора Священной Римской империи Фердинанда I и королевы Чехии и Венгрии Анны, представительницы дома Ягеллонов.
Мария Максимилиана имела двух старших и младшего братьев, а также сестру, которая была старше её на год. Детей в семье герцога и герцогини Баварии воспитывали в послушании родителям. Образованием старшей дочери, вероятно, как и младшей, занималась мать. Курс обучения включал чтение, письмо, арифметику и женское рукоделие. Особенное внимание уделялось музыке. Учителями принцесс были органист Ганс Шахингер-младший и придворный капельмейстер Орландо ди Лассо. С семьёй последнего обе принцессы поддерживали дружеские отношения. В 1612 году Мария Максимилиана заказала эпитафию в церкви Святого Петра по умершему сыну придворного капельмейстера Вильгельму ди Лассо.

## Жизнь без брака
В 1573 году начались переговоры о возможном браке Марии Максимилианы с герцогом Альфонсо II д’Эсте, правителем Феррары, Модены и Реджо, которые не привели к положительному исходу. В 1580 году к ней посватался дядя по материнской линии, эрцгерцог Передней Австрии и граф Тироля Фердинанд II, который в апреле того же года похоронил свою первую супругу. Однако мать принцессы отказала брату в руке дочери, посчитав его морально не устойчивым. Не смотря на ряд матримониальных предложений, Мария Максимилиана осталась незамужней. 
После смерти отца в октябре 1579 года опека над принцессой, жившей при дворе в Мюнхене, перешла к её брату, ставшему новым герцогом под именем Вильгельма V. Мария Максимилиана поддерживала тесные отношения со старшей сестрой Марией Анной, супругой эрцгерцога Внутренней Австрии Карла II. Она попросила брата позволить ей остаться у Марии Анны при дворе в Граце, но Вильгельм V отказался отпускать принцессу из-за опасений навредить репутации владетельного дома, однако вскоре поменял своё решение. Герцог Баварии выделил ей ежегодное содержание в размере пяти тысяч гульденов. Мария Максимилиана присутствовала на четырнадцати родах Марии Анны по личной просьбе эрцгерцогини; всего родов было пятнадцать, принцесса отсутствовала только на первых. Для племянников и племянниц она была второй матерью. Тем не менее Мария Анна жаловалась на забывчивость младшей сестры, её своенравный и тяжёлый характер.
В 1598 году Мария Максимилиана вернулась в Мюнхен. Вместе с семьёй герцога Вильгельма V, в 1603 году она переехала в новый замок, где для неё ещё в 1601 году были выделены покои. Ранее в 1592 году по заказу брата принцессе построили частную капеллу с фресками Антонио Понцано и полотнами «Крёстный путь» и «Се Человек» кисти Якоба Занднера. Своим придворным живописцем она назначила камердинера Ганса Вайнера.

## Поздние годы
Последние годы Мария Максимилиана вела замкнутый образ жизни в замке брата в Мюнхене. Одинокая принцесса стала очень набожной. По воскресеньям она заказывала музыкальные литании в монастыре капуцинов в Альтёттинге. Желая избавиться от боли в груди, Мария Максимилиана обручилась с «Господом в Евхаристии» в церкви Святого Креста в Аугсбурге. Принцесса передала кольцо в сокровищницу храма и дала обещание, что, когда поправится, то лично совершит паломничество к святыне. Известно о ещё одном обручальном кольце Марии Максимилианы, которое она передала святому Бенно. Умерла 11 июля 1614 года. Останки принцессы были похоронены во Фрауэнкирхе в Мюнхене.